# Paul Chamberland
Pour les articles homonymes, voir Paul et Chamberland.
Paul Chamberland (né à Longueuil le 16 mai 1939) est un poète, un professeur de littérature et un essayiste québécois.

## Biographie

### Enfance et formation
Paul Chamberland est né le 16 mai 1939 à Longueuil. Vers l'âge de 16 ans, après avoir lu Baudelaire et Rimbaud, il s'essaie à la poésie.
Il a fait son cours classique d’abord au Séminaire de Sainte-Croix et l’a terminé au Collège de Saint-Laurent, où il obtient son diplôme de baccalauréat ès art en 1961. Ensuite, il étudie à l'Université de Montréal où il obtient une licence en philosophie en 1964. Il part finalement en France de 1966 à 1968 pour faire des études doctorales en sociologie littéraire sous la direction de Lucien Goldmann à l'École pratique des Hautes Études de La Sorbonne,,. À son retour au Québec, il restera marqué par les événements de Mai 68, ce qui aura une influence sur son écriture : « Quand j'ai recommencé à écrire, c'est comme si je n'avais jamais écrit avant », affirme-t-il.

### Carrière
C'est en 1962 que Paul Chamberland publie Genèses, son premier livre de poésie. La thématique du pays et de la «Terre Québec» est au cœur de ses premiers recueils de poésie. Il gagne la réputation de poète engagé dans une perspective plus clairement révolutionnaire avec la publication de L’Afficheur hurle en 1965.
En 1963, il cofonde la revue Parti pris avec André Major, Jean-Marc Piotte, Pierre Maheu et André Brochu,,. Les textes publiés dans cette revue s'inscrivent dans une tradition pamphlétaire. Paul Chamberland publie aussi des textes dans d'autres revues comme Mainmise, Hobo-Québec, Liberté, La Barre du jour, Estuaire, Possibles et Forces,,.
Il participe à La Nuit de la poésie 27 mars 1970, en compagnie entre autres de Gaston Miron, Claude Péloquin, Raôul Duguay, Suzanne Paradis et Michèle Lalonde. Il est reconnu pour son engagement souverainiste et ses textes pamphlétaires sur le sujet,.
Après la période du nationalisme québécois, l'écriture de Paul Chamberland s'inscrit davantage dans ce qu'on appelle la contre-culture,.
Les années 1970 marquent un tournant dans son écriture. L'inscription dans la mouvance contre-culturelle le conduit à inventer des mots, à développer une poésie plus mystique ainsi qu'une conscience écologique. « Refusant l'unidimensionnel politique, un Chamberland prophète, écologiste, cosmique, même mystique à l'occasion annonce l'avènement du Royaume, apprivoise la permutation du politique, nomme les Agents du futur, les Hommenfandieux et l'Essaimour. »
L'une des particularités de l'écriture de Paul Chamberland est d'avoir intégré la calligraphie et l'écriture manuscrite dans des livres édités. C'est le cas pour certains textes diffusés en revues, ainsi que dans ses recueils Demain les dieux naîtront (1974), Le Prince de Sexamour (1976) et Extrême survivance, extrême poésie (1978). « Chez Chamberland, la trace du corps du sujet-écrivant est si présente qu'elle ramène le lecteur à sa propre corporéité et influence le rythme de sa lecture », en conclut Sébastien Dulude dans sa thèse de doctorat. Plusieurs recueils de cette période présentent le texte poétique accompagné de divers éléments visuels, que ce soit des collages, des dessins ou des photographies.
Sa poésie dans les années 1980 est davantage associé à une poésie de l'intime. Cela ne l'empêche pas pour autant d'aborder le lien entre l'humain et le cosmos: « Je pars de l’intime proche et je vais jusqu’au géo-cosmique », affirme-t-il. Et ce tournant intimiste chez Paul Chamberland n'est pas un repli sur soi, précise Denise Brassard : « il se met en présence d'autrui, à qui il s'expose, mais qu'il expose pareillement à la menace du gouffre, en s'adressant directement à lui ». Il y a encore une visée politique, un espoir de fraternité.
À partir de 1983, il publie aussi des recueils d'essais, le premier étant Le Recommencement du monde : méditations sur le processus apocalyptique. Il en publie plusieurs autres dans les années 1980 et 1990, tout en continuant de publier de la poésie. Cette nouvelle période d'écriture est davantage marquée par la dissidence. Pour Andrée Fortin, Chamberland échappe à la classification, il est « "écrivain" plus que poète ou essayiste ».
En plus de la poésie et des essais, Paul Chamberland écrit aussi pour la radio et la télévision.
De 1991 à 1994, il a siégé sur le Conseil d'administration de l'Union des écrivaines et des écrivains québécois.
En 1999, il publie En nouvelle barbarie, un recueil d'essais qui donne l'impression d'une instantanéité de l'écriture, peut-être même plus proche du poème en prose que de l'essai argumentatif au sens strict. Il y critique la société contemporaine, dans la continuité de Guy Debord, Noam Chomsky, Viviane Forrester et Gilles Lipovetsky; par contre, il le fait sans toutefois céder complètement au cynisme.
Durant la décennie de 2010, il contribue à la revue Relations en tenant une « chronique littéraire », dans laquelle il écrit autant à titre de poète, que d'essayiste.

### Enseignement
À partir de 1968, Paul Chamberland a enseigné la littérature. Il a été chargé de cours à l'Université de Montréal et à l'Université Laurentienne à Sudbury en Ontario.
Il fonde ce qu'il appelle la Fabrike d'ékriture, un atelier de création qui deviendra le Laboratoire de poésie pratique,.
Entre 1970 et 1973, il est animateur d'ateliers de création au sein du groupe In-Média fondé par Fernand Dansereau. Il s'agit d'un projet sous forme de stage de création mélangeant les disciplines artistiques (théâtre, peinture, musique, danse, chanson, etc.) et s'adressant à divers publics.
Puis il a enseigné dans les cégeps : au Cégep de Saint-Hyacinthe, au Cégep du Vieux Montréal et au Cégep Édouard-Montpetit.
À partir de 1985, il enseigne la création littéraire à l'Université du Québec à Montréal, mais c'est en 1992 qu'il obtient un poste de professeur au département d'études littéraires de cette université,. Il y a aussi occupé le poste de direction des études supérieures de 1995 à 1997. Il prend sa retraite de l'université en 2004.

### La vie en communauté
Dans les années 1970, Paul Chamberland expérimente la vie en communauté, dans la mouvance de la contre-culture et du mouvement hippie,. Sa vie dans la « commune Cadet-Roussel » à Morin-Heights a lieu de 1973 à 1978,. Le film-vérité de Pierre Maheu intitulé Le Bonhomme évoque d'ailleurs les débuts de la commune,. Paul Chamberland et Pierre Maheu sont des collaborateurs de la revue Mainmise qui a justement consacré son numéro 46 à la commune Cadet-Roussel,. Chamberland y signe des textes qui sont calligraphiés à la main. On y trouve une invitation à participer au Solstice de l'utopie du 21 au 24 juin 1975 à la commune de Morin-Heights. Lors de ce Solstice de l’utopie, deux enfants sont mortes, l’une noyée, l’autre brûlée par le feu dans une tente,. Dans un numéro de Mainmise, Paul Chamberland, sous le pseudonyme de Merlin, signe un poème qui explique ces décès par une conjoncture des astres. Cette théorie de l’influence des astres est aussi celle défendue par d’autres auteurs du magazine. Le poème de Paul Chamberland « suggère que la mort des deux enfants est une sorte de sacrifice au projet de la commune ». Avec du recul, Chamberland, interrogé en 2018 par Émilie Dubreuil, journaliste chez Radio-Canada, a dit : « […] je crois que nous étions traumatisés, et ce que j’ai écrit était inapproprié; inacceptable, même. J’aurais dû me taire. ».
Durant sa période de vie en communauté, Paul Chamberland publie le livre de poésie Le prince de Sexamour (1976) dans lequel il est question d’une attirance pour un enfant. L’évocation dans son livre d’une relation homosexuelle avec un enfant relevait peut-être de l’exhibitionnisme, à en croire la critique de François Hébert qui utilise une métaphore pour illustrer sa perception de Chamberland : « il se débat dans sa propre vie comme un dieu dans de l'eau maudite ». De façon générale, l’ouvrage ne suscite pas de critiques dénonciatrices au moment de la parution. Comme le fait remarquer Vincent Lambert, « […] à l’époque, le désir des enfants était relativement acceptable d’un point de vue poétique et intellectuel ».
De plus, la mouvance pour la libération sexuelle de l’époque se déroule dans un contexte où les lois canadiennes sur l’âge du consentement sont jugées homophobes, puisque l'âge du consentement n’est pas le même pour une relation hétérosexuelle (14 ans) que pour une relation homosexuelle (21 ans). Paul Chamberland défend l’idée que cette moralité bourgeoise s’inscrit dans « un vaste et complexe système de surveillance ».
En 2019, lors de « l’affaire Matzneff » concernant les relations de l’écrivain français Gabriel Matzneff avec des jeunes adolescents et adolescentes, la place accordée à la pédophilie dans la littérature fait les manchettes,,. À cette occasion, le lien entre Paul Chamberland et ses propos tenus dans Le prince de Sexamour refait surface dans un article de Caroline Montpetit, dans Le Devoir.
En 2021, dans le cadre de la préparation d’une anthologie de la poésie québécoise, Vincent Lambert écrit à Paul Chamberland pour savoir où il en est par rapport à ses écrits de l’époque. En réponse, Paul Chamberland rédige une déclaration de désaveu, pour rejeter clairement sa position des années 1970 d’une libération sexuelle enfantine qu’il qualifie maintenant de « délire ». Lambert décide d’intégrer cette déclaration dans un article publié en 2022 dans la revue L’inconvénient.

### Reconnaissance
Dès les années 1960, son travail en poésie est reconnu, puisqu'il reçoit en 1964 pour son livre Terre Québec le Prix Du Maurier ainsi que le Prix de littérature de la province de Québec (ou Prix David).
En 1999, la revue Estuaire lui décerne le Prix de poésie Terrasses Saint-Sulpice pour son livre de poésie Intime faiblesse des mortels.
En 2000, il reçoit le Prix Spirale Eva-Le-Grand de la revue Spirale en 2000 pour son essai En nouvelle barbarie. Puis en 2005 il obtient le prix Victor-Barbeau de l’Académie des lettres du Québec pour son essai Une politique de la douleur paru chez VLB Éditeur,.
Il a reçu en 2007 le prix Athanase-David pour l'ensemble de son œuvre. Il est reconnu comme un intellectuel de premier plan.
Il est membre de l'Académie des lettres du Québec depuis 2006.
Le fonds d'archives de Paul Chamberland est conservé au centre d'archives de Montréal de Bibliothèque et Archives nationales du Québec.

## Œuvres

### Poésie
- Genèses, Montréal, l’Aurore, 1962, 106 p.  (ISBN 0885320026 et 9780885320028) [réédité aux Herbes rouges en 1971 et à L’aurore en 1974].
- Le Pays, Montréal, Éditions Librairie Déom, 1963, 71 p.
- Terre Québec, Montréal, Éditions Librairie Déom, 1964, 79 p. [réédité chez Typo en 2003 sous le titre Terre Québec. Suivi de L’Afficheur hurle et de L’Inavouable].
- L’Afficheur hurle, Montréal, Parti Pris, 1965, 78 p. [réédité d’abord en 1969, puis chez Typo avec Terre Québec et 2003].
- L’Inavouable, Montréal, Parti Pris, 1967, 118 p. [réédité d’abord en 1971, puis chez Typo avec Terre Québec et 2003].
- Éclats de la pierre noire d’où rejaillit ma vie. Poèmes suivis d’une révélation (1966-1969), Montréal, Éditions D. Laliberté, 1972, 108 p. [réédité aux Éditions de l’Hexagone et 1991].
- Demain les dieux naîtront, Montréal, Éditions de l’Hexagone, 1974, 284 p.
- Le prince de sexamour, Montréal, Éditions de l’Hexagone, 1976, 332 p. [réédité en 1991].
- Extrême survivance, extrême poésie, Montréal, Éditions Parti pris, 1978, 153 p.  (ISBN 0885121384 et 9780885121380)
- Terre souveraine, Montréal, Éditions de l’Hexagone, 1980, 78 p.  (ISBN 2890061639 et 9782890061637)
- L’Enfant doré : 1974-1977, Montréal, Éditions de l’Hexagone, 1980, 108 p.  (ISBN 2890061809 et 9782890061804)
- Le courage de la poésie. Fragments d'art total, Montréal, Éditions Les Herbes rouges, 1981, 63 p.
- Émergence de l’adultenfant : poésies et essais, Montréal, Éditions Les Herbes rouges, 1981, 63 p.
- Fidèles d’amour, Bagnolet (France), G. Benoit, 1981, 41 p.
- Aléatoire instantané, Trois-Rivières, Écrits des Forges, 1983, 70 p.  (ISBN 289046055X et 9782890460553)
- Phoenix intégral. Poèmes, 1975-1987. Suivi de Après Auschwitz, Trois-Rivières, Écrits des Forges, 1988, 96 p.  (ISBN 2859201416, 9782859201418, 2890461319 et 9782890461314)
- Marcher dans Outremont ou ailleurs, Montréal, VLB Éditeur, 1990, 106 p.  (ISBN 2890052524 et 9782890052529)
- Le multiple événement terrestre. Géogrammes I, Montréal, Éditions de l’Hexagone, 1991, 182 p.  (ISBN 2890064107 et 9782890064102)
- L’enfant doré, Montréal, Éditions de l’Hexagone, 1991, 108 p.  (ISBN 2890061809 et 9782890061804)
- Demi-tour, Montréal, Éditions de l’Hexagone, 1991.  (ISBN 2890062155 et 9782890062153)
- L’assaut contre les vivants. Géogrammes 2, Montréal, Éditions de l’Hexagone, 1994, 265 p.  (ISBN 289006512X et 9782890065123)
- Dans la proximité des choses, Montréal, Éditions de l’Hexagone, 1996, 66 p.  (ISBN 2890065677 et 9782890065673)
- Le froid coupant du dehors. Géogrammes 3, Montréal, Éditions de l’Hexagone, 1997, 66 p.  (ISBN 2890065677 et 9782890065673)
- Intime faiblesse des mortels, Montréal, Éditions du Noroît, 1999, 52 p.  (ISBN 2890184242 et 9782890184244)
- Poésie et politique. Mélanges offerts en hommage à Michel van Schendel, Montréal, Éditions de l’Hexagone, 2001, 505 p.  (ISBN 2890066622 et 9782890066625)
- Au seuil d’une autre terre, Montréal, Éditions du Noroît, 2003, 105 p.  (ISBN 2890185052 et 9782890185050)
- Cœur creuset. Carnets 1997-2004, Montréal, Éditions de l’Hexagone, 2008, 155 p.  (ISBN 9782890068100 et 2890068102)
- Comme une seule chair, Montréal, Éditions du Noroît, 2009, 57 p.  (ISBN 9782890186514 et 2890186512)
- Les pantins de la destruction, Montréal, Éditions Poètes de brousse, 2012.  (ISBN 9782923338606 et 292333860X) (Pour une recension, voir: Andrée Ferretti, « Déliquescence et capitalisme. Paul Chamberland, Les Pantins de la destruction, Montréal, Poètes de Brousse, 2012 », Nuit blanche, magazine littéraire, n° 130, printemps 2013, p. 50)
- Dans la claire lumière de la mort, poésie, Le Temps volé éditeur, Laval-des-rapides, 2018.  (ISBN 9782921856676)

### Essais
- Le Recommencement du monde : méditations sur le processus apocalyptique, Longueuil, Éditions Le Préambule, 1983, 209 p.  (ISBN 2891330390 et 9782891330398)
- Un parti pris anthropologique, Montréal, Éditions Parti pris, 1983 [réédité en 1991], 325 p.  (ISBN 2760201562 et 9782760201569)
- Compagnons chercheurs, Longueuil, Éditions Le Préambule, 1984, 130 p.  (ISBN 2891330439 et 9782891330435)
- L’Inceste et le génocide, Longueuil, Éditions Le Préambule, 1985, 104 p.  (ISBN 2891330641 et 9782891330640)
- Un livre de morale. Essais sur le nihilisme contemporain, Montréal, Éditions de l’Hexagone, 1989, 206 p.  (ISBN 289006347X et 9782890063471)
- Terre souveraine, Montréal, Éditions de l’Hexagone, 1991, 78 p.  (ISBN 2890061639 et 9782890061637)
- Témoin nomade, Montréal, Éditions de l’Hexagone, 1995, 186 p.  (ISBN 2890065480 et 9782890065482)
- En nouvelle barbarie, Montréal, Éditions de l’Hexagone, 1999 [réédité chez Typo en 1991, édition augmentée en 2006], 180 p.  (ISBN 2890066312 et 9782890066311)
- Une politique de la douleur. Pour résister à notre anéantissement, coll. « Le soi et l’autre », Montréal, VLB Éditeur, 2004.
- Accueillir la vie nue face à l'extrême qui vient, coll. « Le soi et l’autre », Montréal, VLB Éditeur, 2015, 405 p.  (ISBN 978-2-89649-485-9)

## Prix et honneurs
- 1964 : Lauréat du Prix Du Maurier pour son livre Terre Québec[51]
- 1964 : Lauréat du Prix David (Prix de littérature de la province de Québec) pour son livre Terre Québec[51]
- 1999 : Lauréat du Prix de poésie Terrasses Saint-Sulpice pour son livre Intime faiblesse des mortels[52]
- 2000 : Lauréat du Prix Spirale Eva-Le-Grand pour son essai En nouvelle barbarie[53]
- 2004 : Finaliste au Prix de poésie Terrasses Saint-Sulpice[54]
- 2005 : Lauréat du Prix Victor-Barbeau pour son essai Une politique de la douceur[47]
- 2007 : Lauréat du Prix Athanase-David pour l'ensemble de son œuvre[5]